# サクラビト
『サクラビト』は、日本の音楽グループEvery Little Thingが2008年2月13日に発売した34枚目のシングル。

## 概要
シングルとしては前作『恋をしている/冬がはじまるよ feat.槇原敬之』から約4か月での発売であり、同年発売の8thアルバム『Door』の先行シングルである。
初回限定盤はEvery Little Thingのシングルとしては初となる、ビデオ・クリップが収録されたDVD付き。初回盤のジャケットには伊藤一朗も写っている。ジャケットに伊藤が写っているのは、シングルでは2001年発売の18thシングル『Graceful World』以来である。
桜ソングとして、近年よくラジオなどで流されることが多い。

## 収録曲

### CD
1. サクラビト
（作詞：持田香織 / 作曲：多胡邦夫 / 編曲：十川知司 & Every Little Thing）
日本テレビ系『スッキリ!!』2008年2月度エンディングテーマ
日本テレビ系『音楽戦士 MUSIC FIGHTER』2008年2月POWER PLAY
music.jp TV-CMソング
2. オフェリア_act 1
（作曲：飯岡隆志 / 編曲：中村康就 & Every Little Thing）
持田のスキャットでの歌唱であり、歌詞は最後の「オフェリア」しか存在しない。
後発の8thアルバム『Door』にはアレンジが施された「オフェリア_act 2」が収録されている。本曲は「オフェリア_act 2」の仮歌をアレンジしたものである[1]。
3. サクラビト (Instrumental)
4. オフェリア_act 1 (Instrumental)

### DVD
1. サクラビト Video Clip

## 楽曲の収録アルバム
サクラビト
- 『Door』
- 『Every Best Single 〜COMPLETE〜』
- 『Every Best Single 2 〜MORE COMPLETE〜』
- 『Every Best Single 2 〜laTe period〜』